# Lobonemoides robustus
Lobonemoides robustus är en manetart som beskrevs av Stiasny 1920. Lobonemoides robustus ingår i släktet Lobonemoides och familjen Lobonematidae. Inga underarter finns listade i Catalogue of Life.